# Municipio de Netawaka
El municipio de Netawaka (en inglés: Netawaka Township) es un municipio ubicado en el condado de Jackson en el estado estadounidense de Kansas. En el año 2010 tenía una población de 330 habitantes y una densidad poblacional de 3,53 personas por km².

## Geografía
El municipio de Netawaka se encuentra ubicado en las coordenadas 39°36′14″N 95°44′4″O / 39.60389, -95.73444. Según la Oficina del Censo de los Estados Unidos, el municipio tiene una superficie total de 93.48 km², de la cual 93,38 km² corresponden a tierra firme y (0,1 %) 0,1 km² es agua.

## Demografía
Según el censo de 2010, había 330 personas residiendo en el municipio de Netawaka. La densidad de población era de 3,53 hab./km². De los 330 habitantes, el municipio de Netawaka estaba compuesto por el 97,58 % blancos, el 0,3 % eran afroamericanos, el 0,61 % eran amerindios, el 0,91 % eran asiáticos y el 0,61 % eran de una mezcla de razas. Del total de la población el 0,61 % eran hispanos o latinos de cualquier raza.